# Flower rhapsody
『flower rhapsody』（フラワー ラプソディー）は、2024年9月25日に発売された、日本のバーチャルYouTuber・さくらみこの1枚目のアルバム。同年7月21日にさくらが自身のYouTubeチャンネルにて行った動画配信にて、後述のライブ「さくらみこ1st Live “flower fantasista!”」の開催とともに発売が発表された。発売元は、さくらが所属する事務所・ホロライブプロダクションを運営するcover corp.。

## 概要
6年間の活動で見つけた「自分らしさ」と、寄り添ってくれたファンへの想いがコンセプトとなっており、ハイテンションで高密度なサウンドを舞台にして、ファニーなヴォーカルが次から次へと表情を変えるアルバムとなっている。
制作は発表の2年前から行われていたが、ソロライブと同時に発表したいという思いから、ライブが叶わなかった2023年は既存曲を中心にEPとして発表を行い、正式にソロライブを開催することができるようになった2024年まで完成楽曲を温存し、リリースに至った。一曲一曲にメッセージやテーマ性が込められている。

## 収録曲
CDは通常盤・数量限定盤共通収録。
1. SUNAO （5:54）
  - 作詞・作曲：水野良樹 / 編曲：中野領太、田中ユウスケ

「自分らしさがわからない自分」をコンセプトととした楽曲。さくらが学生時代に行ったカラオケ店で友人が歌っていたいきものがかりの「SAKURA」を好きになったことから配信でも度々歌うようになり、アルバム制作時に希望する作詞者として水野を挙げた。楽曲のコンセプトはさくら自ら企画書としているが、「素直」というテーマは水野がさくらの配信スタイルから感じ取ったものである。「SUNAO」とアルファベット表記としたのは、「SAKURA」などのいきものがかりの楽曲のファンであるというさくらとの繋がりを意識したものである[3]。
後述のライブのタイトル「さくらみこ1st Live “flower fantasista!”」も、同曲の歌詞から採用したものである[3]。
2. DAI DAI DAI ファンタジスタ （3:47）
  - 作詞・作曲・編曲：じん

さくらの「アイドルっぽい曲」という依頼を受けたじんが、配信を見ていて最大の魅力であると感じ取った、さくらの「プランがない」配信スタイル、「自然体で取り組んでいる印象」を盛り込んだ作品となっている。さくらは、結果として当初のイメージからは乖離したものの、「明るいのに泣ける曲」になったと感想を述べている[7]。
3. さくらんぼメッセージ （3:11）
  - 作詞・編曲：ナナホシ管弦楽団 / 作曲：岩見陸

バーチャルYouTuberになる前の自分をテーマにした楽曲で、コンプレックスであった自分の声が褒められたことが現在の配信に繋がるきっかけとなったエピソードを歌い上げている[6]。
4. にゃっはろーわーるど!!! （3:21）
  - 作詞・作曲・編曲：カルロス袴田（サイゼP）

チャンネル登録者数200万人達成を記念して制作された楽曲で、2024年4月9日の登録者数200万人耐久配信で、200万人突破と同時に公開された。これまでの配信活動で生み出した数々の名（迷）言やコールがふんだんに盛り込まれた電波ソングとなっている[8]。
5. Sakura Day's （5:16）
  - 作詞：にゃるら / 作曲・編曲：Aiobahn +81
6. 1135 （3:38）
  - 作詞・作曲・編曲：Medansy

毎日11時35分（いいみこ）に35P（ファン）が自主的に「みこち大好き」とXに投稿する習慣をテーマにした曲[6]。「チュッて ギュッて チャーミング」というフレーズが印象的に使用されている。MVでは、アイドルグループ・iLiFE!や、吉本興業所属のお笑い芸人のYouTubeチャンネル・ガーリィレコードのメンバー、さらにカバーCEO・谷郷元昭も登場する実写と3Dが融合した映像となっている[9]。
7. きゅんきゅんみこきゅんきゅん♡ （3:43）
  - 作詞・作曲・編曲：キノシタ

2024年3月5日の「さくらみこ生誕祭」で発表された。さくらの特徴的な声質で歌い上げるサビが印象的な楽曲となっている。キノシタのさくらの楽曲への参加は「マイネームイズエリート」以来5年ぶりとなる[10]。
8. あーゆーれでぃ （2:44）
  - 作詞・作曲・編曲：かいりきベア
9. イケ贄 （3:45）
  - 作詞・作曲・編曲：やしきん

さくらの着ぐるみであり、さくらから離れて活動することもある「みこだにぇー」に捧げる歌となっている。活動6周年記念日である2024年8月1日に行われた企画配信『やっちゃえみこち!!すぺしゃる番組』にて発表された。やしきんは「"にぇ"（さくらの語尾「ね」が転訛した口癖）という言葉は”ニェ”という響きになり、それは頭の中から離れず残りに残り続け、いつしか"贄"となりこのような楽曲が生まれるに至りました」と述べている[11]。
10. ライクとヘイト （3:44）
  - 作詞・作曲・編曲：真島ゆろ

明るいアップテンポな楽曲が多い本アルバムにおいて、配信者の悲哀を歌った歌詞となっている[12]。配信活動を行う上で避けることができない否定的な声を挙げる人へのメッセージ楽曲となっている[6]。
11. Re:flection （3:45）
  - 作詞・作曲・編曲：40mP

「ライクとヘイト」とは対照的に、「自分らしさ」を教えてくれたファンに向けたメッセージを楽曲である[6]。
12. flower rhapsody （4:08）
  - 作詞・作曲：堀江晶太 / 編曲：神田ジョン

本作の表題曲。前述の通り全ての曲に別個のテーマやコンセプトが込められているが、本作はアルバム制作開始前にソロライブに向けて作成していた楽曲のため、テーマやコンセプトは設定されておらず、本作を骨格としてアルバムが制作された。過去の自分と向き合うと同時に「これから」についても歌い上げている[13]。

## さくらみこ1st Live “flower fantasista!”
「さくらみこ1st Live “flower fantasista!”」（さくらみこ ファースト ライブ フラワー ファンタジスタ、英語: Sakura Miko 1st Live flower fantasista!）は、2024年10⽉26⽇の18時から日本・有明アリーナにて開催された、さくらみこの1回目のソロライブ。主催はカバー株式会社、hololive production、hololiveで、公式ハッシュタグは「#咲き誇るみこち」である。

### 出演者
主演はさくらみこで、出演当初はふだんの配信にて使用している衣装、4曲目の「きゅんきゅんみこきゅんきゅん♡」の歌唱時以降は、本公演のために制作された桜色のドレスを着て出演した。また、ゲストとして星街すいせいがアイドル衣装を着て出演した。

### セットリスト
出典：
楽曲の歌唱およびMCの進行は、11曲目の「シュガーラッシュ」、12曲目の「Stellar Stellar」、MC4はさくらみこと星街すいせい、それ以外の楽曲およびMCはさくらが担当した。
1. 「アワーツリー」
2. 「にゃっはろーわーるど!!!」
  - MC1
3. 「DAIDAIDAIファンタジスタ」
4. 「きゅんきゅんみこきゅんきゅん♡」
  - MC2
5. 「さくらんぼメッセージ」
6. 「1135」
7. 「Sakura Day's」
8. 「イケ贄」
  - MC3
9. 「ライクとヘイト」
10. 「あーゆーれでぃ」
11. 「シュガーラッシュ」
  - MC4
12. 「Stellar Stellar」
13. 「Re:flection」
14. 「SUNAO」
  - MC5
15. 「flower rhapsody」
  - en01.「マイネームイズエリート☆」
  - MC6
  - en02.「世界はそれを愛と呼ぶんだぜ」
  - en03.「サクラカゼ」

### エンディング
本公演の終了後には、以下の情報が発表された。
1. 本公演とサービス・みるハコ by JOYSOUNDのコラボレーションの開催
2. フィギュア「1/7スケールフィギュア さくらみこ 私服衣装ver.」の製作の決定
3. さくらみこのオリジナルのノベルゲーム第2弾『にゃっはろーわーるど』の発売
4. さくらとたい焼きチェーン店・鳴門鯛焼本舗のコラボレーションの第3弾の開催
5. さくらが物語を手がけるオリジナルの絵本の製作の決定
6. さくらと企業・シャープのコラボレーションの開催

### Blu-ray Disc
『さくらみこ1st Live “flower fantasista!”』（さくらみこ ファースト ライブ フラワー ファンタジスタ、英語: Sakura Miko 1st Live flower fantasista!）は、2025年5月2日の21時から受注販売が行われた、本公演の模様を収録したBlu-ray Disc。